# Sabadel-Latronquière
Sabadel-Latronquière là một xã thuộc tỉnh Lot trong vùng Occitanie phía tây nam nước Pháp.